# Гаштевци
Гаштевци (болг. Гащевци) — село в Болгарии. Находится в Великотырновской области, входит в общину Велико-Тырново. Население составляет 8 человек (2022).

## Политическая ситуация
Гаштевци подчиняется непосредственно общине и не имеет своего кмета.
Кмет (мэр) общины Велико-Тырново — Румен Рашев (независимый) по результатам выборов.